# یواس‌اس اوریول (ای‌ام‌سی‌یو-۳۳)
یواس‌اس اوریول (ای‌ام‌سی‌یو-۳۳) (به انگلیسی: USS Oriole (AMCU-33)) یک کشتی بود که طول آن ۱۵۹ فوت (۴۸ متر) بود. این کشتی در سال ۱۹۴۴ ساخته شد.